# Линия Ватерлоо-энд-Сити
Ва́терлоо-энд-Си́ти (англ. Waterloo & City line) — самая короткая линия Лондонского метрополитена, обозначается на схеме бирюзовым цветом.

## Название
Название линии с момента открытия — «Ватерлоо-энд-Сити», буквально «Ватерлоо и Сити», связано с тем, что на момент открытия линии в 1898 году, станция «Банк» называлась «Сити».

## Описание
Действует с 11 июля 1898 года, однако в собственность Лондонского метрополитена перешла только в 1994 году. Линия идёт от станции «Ватерлоо» до станции «Банк». Обе станции линии находятся под землёй. Время проезда по линии в одну сторону занимает всего 4 минуты. За станцией «Ватерлоо» располагается единственное подземное депо линии, способное одновременно разместить пять составов метро по четыре вагона. Является второй линией, которая изначально была электрифицирована.

### Схема
Линия начинается в центре Лондона (Сити) на станции «Банк» (бывш. «Сити»), проходит под Темзой и заканчивается под крупнейшим железнодорожным вокзалом — станция «Ватерлоо»:

## Хронология
- 1898 год — открытие линии, сразу после окончания строительства.
- В 1993 году на линии введены новые поезда.
- В 2006 году на линии был проведён капитальный ремонт станций, установлены траволаторы.

## Сложности эксплуатации
Линия Ватерлоо-энд-Сити изначально не была связана с другими линиями метро и с железной дорогой. Именно по этой причине линия фактически является автономной. В связи с этим, для того чтобы заменить вагоны на линии или отправить их в ремонт, необходимо извлечь их из тоннеля при помощи подъёмного крана. Для этого сделана специальная шахта на станции «Ватерлоо», из которой краном извлекают каждый вагон по отдельности. Таким образом, убрать или добавить состав на линию можно только по одному вагону.